# Тейлор, Том (актёр)
Том Те́йлор (англ. Tom Taylor; род. 16 июля 2001) — английский актёр, наиболее известный по роли Джейка Чеймберза в фильме «Тёмная башня».

## Жизнь и карьера
Том Тейлор родился в  2001 году в Суррее.  Он не хотел ходить в драматическую школу в 2013 году, пока его бывший учитель не сказал ему, что агент приезжает в школу для интервью и прослушивания. Тейлор пошёл на прослушивание и получил своего первого агента и продолжил играть в  «Последнее королевство» и «Доктор Фостер» на BBC.
Том Тейлор получил роль Джейка Чеймберза в марте 2016 года после всемирного кастинга.

## Фильмография
| Год       |   | Русское название         | Оригинальное название     | Роль              |
| --------- | - | ------------------------ | ------------------------- | ----------------- |
| 2014      | с | Катастрофа               | Casualty                  | Тристан Майлс     |
| 2015—2017 | с | Доктор Фостер            | Doctor Foster             | Том Фостер        |
| 2015      | с | Последнее королевство    | The Last Kingdom          | Утред в детстве   |
| 2015      | с | Легенды                  | Legends                   | Мартин в детстве  |
| 2017      | ф | Тёмная башня             | The Dark Tower            | Джейк Чеймберз    |
| 2019      | ф | Рождённый стать королем  | The Kid Who Would Be King | Лэнс              |
| 2020      | с | Мы                       | Us                        | Альби Петерсен    |
| 2021      | с | Рядом со мной            | Close to Me               | Финн Хардинг      |
| 2023      | ф | Любовь с первого взгляда | Love at First Sight       | Лютер Джонс       |
| 2024      | с | Дом Дракона              | House of the Dragon       | Лорд Криган Старк |